# قيجاطة
قَيْجاطة أو قَيْشاطة أو كيسادا نقحرةً (بالإسبانية: Quesada)‏، هي بلدية تقع في مقاطعة جيان التابعة لمنطقة أندلسية جنوب إسبانيا.

## الديموغرافيا
بلغ عدد سكان بلدية قجياطة 5.841 نسمة عام 2011 (وفقاً للمعهد الوطني للإحصاء الإسباني).
| 6.256 | 6.158 | 5.999 | 5.964 | 5.922 | 5.916 | 5.841 |

## أعلام
- خافيير خيمينيز مورينو
- حزقيال سانشيز